# Transcendental Youth
Transcendental Youth è il quattordicesimo album in studio del gruppo indie rock statunitense The Mountain Goats, pubblicato nel 2012.

## Tracce
1. Amy AKA Spent Gladiator 1 – 2:27
2. Lakeside View Apartments Suite – 3:58
3. Cry for Judas – 3:13
4. Harlem Roulette – 3:23
5. White Cedar – 3:05
6. Until I Am Whole – 2:49
7. Night Light – 3:59
8. The Diaz Brothers – 2:46
9. Counterfeit Florida Plates – 2:23
10. In Memory of Satan – 4:01
11. Spent Gladiator 2 – 2:52
12. Transcendental Youth – 4:10